# Њу Касл (Индијана)
Њу Касл (енгл. New Castle) град је у америчкој савезној држави Индијана.

## Демографија
По попису из 2010. године број становника је 18.114, што је 334 (1,9%) становника више него 2000. године.
| Група             | 2000.          | 2010.          |
| Белци             | 17.021 (95,7%) | 17.051 (94,1%) |
| Афроамериканци    | 329 (1,9%)     | 347 (1,9%)     |
| Азијати           | 38 (0,2%)      | 73 (0,4%)      |
| Хиспаноамериканци | 193 (1,1%)     | 309 (1,7%)     |
| Укупно            | 17.780         | 18.114         |